# Oracene Price
Oracene Price (ur. 3 kwietnia 1952 w Saginaw) – amerykańska trenerka tenisa, matka i trenerka tenisistek Venus i Sereny Williams. Jej mężem był Richard Williams, z którym rozwiodła się w 2002.

## Biografia
Ojciec Price był pracownikiem przemysłu samochodowego w delcie Missisipi. Oracene w 1970 ukończyła Buena Vista High School, a następnie Western Michigan University. Z pierwszego małżeństwa z Yusefem Rasheedem ma trzy córki: Yetundę Price (1972–2003), która była właścicielką salonu piękności i pielęgniarką, Lyndreę Price, projektantkę stron internetowych oraz Ishę Price, prawniczkę. Po śmierci Rasheeda, gdy Oracene pracowała jako pielęgniarka, wyszła za mąż za Richarda Williamsa. Urodziła dwie córki: Venus i Serenę. Obie są zawodowymi tenisistkami, które wygrały wiele turniejów wielkoszlemowych. Oracene pomagała mężowi, gdy zaczął trenować córki. Rodzina Williamsów przeniosła się na Florydę dzięki ofercie Ricka Macci, który zaproponował siostrom darmowy program treningowy. Pod koniec 2000 Price nie mieszkała już z mężem. W 2002 rozwiedli się, powołując się na różnice poglądowe. Oracene powróciła do panieńskiego nazwiska Price.
Podczas półfinałowego meczu pomiędzy Sereną Williams a Justine Henin na French Open 2003 Williams została wygwizdana przez kibiców po skardze w odpowiedzi na ocenę autowego zagrania. Price uważała, że te okrzyki były podyktowane względami rasowymi. Mówiła: My, jako czarni ludzie, żyjemy z tym cały czas. Chodzi o kontrolę. Dziennikarz tenisowy i autor L. Jon Wertheim powiedział wówczas o Price: Trzeba szanować kogoś, kto nie potrafi błyszczeć ani kręcić (tzn. nie chce kłamać).
Price opisuje siebie jako głęboko uduchowioną kobietę. Określa się jako szalejąca feministka, gdy ma do czynienia z nadmiernie przedmiotowym ukazywaniem kobiet w mediach.
Wraz z córką Sereną pojechała do Kenii, aby działać charytatywnie, a także do Senegalu, aby pomóc w budowie szkół.
W filmie biograficznym King Richard: Zwycięska rodzina z 2021 w rolę Price wcieliła się Aunjanue Ellis i została za nią nominowana do Oscara dla najlepszej aktorki drugoplanowej, a sam film otrzymał nominację do Oscara dla najlepszego filmu.

## Kariera trenerska
Venus i Serenę Williams opisuje się często jako opanowane kobiety pod presją, które zawdzięczają wiarę w siebie matce. Jak mówiła Price: Nie ma czegoś takiego jak presja. Jako czarnoskórzy Amerykanie to wszystko, czego kiedykolwiek doświadczyliśmy. To jest życie. Więc gdzie tu presja?. Takie podejście łączyło się, według znanego trenera tenisa Nicka Bollettieriego, z szacunkiem, który oznaczał, że ani matka, ani ojciec nie podnosili głosu na córki. Dziennikarka Bonnie D. Ford stwierdziła, że wytrwałość, jaką wykazują się siostry Williams, można bezpośrednio przypisać ich rodzicom i sposobowi, w jaki pomagali im kierować karierami i życiem. Ford uważa, że szczególnie godne podziwu jest to, że Price i jej były mąż nadal, mimo rozwodu, wspierają się.